# Nicholas Latifi
Nicholas Daniel Latifi (Montreal, Quebec, Kanada, 29. lipnja 1995.) je kanadski vozač Formule 1 za momčad Williams Racing. Godine 2019. osvojio je titulu viceprvaka u FIA Formula 2 prvenstvu za momčad DAMS.

## Početak utrkivanja

### Karting
Nicholas, sin kanadskog poduzetnika Michaela Latifija, počeo se utrkivati u kartingu 2009. godine. Prvi veći uspijeh ostvario je 2010. kada je u prvenstvu Canadian National Karting Championships - Rotax Junior osvojio titulu viceprvaka iza Lancea Strolla. U 2012. osvaja naslov prvaka u Florida Winter Tour - Rotax DD2 prvenstvu.

### Formula 3

#### Talijanska Formula 3
Latifi je debitirao u jednosjedu 2012. u Talijanskoj Formuli 3. Vozio je bolid Dallara F308 za momčad BVM, a momčadski kolege su mu bili Mario Marasca i Patric Niederhauser. Sezona koja je počela 31. ožujka na stazi Valencia, a završila 21. listopada na Monzi, sadržavala je osam rundi, s po tri utrke na svakoj od njih. Latifi je na prve dvije utrke osvojio bodove, a na trećoj utrci je upisao prvo odustajanje u sezoni. Nakon što je na svim utrkama druge runde na Hungaroringu završio u bodovima, Latifi je napustio momčad, te prešao u JD Motorsport, gdje mu je momčadski kolega bio Riccardo Agostini - talijanski automobilist koji nije u rodu s motociklistom Giacomom Agostinijem. Latifi je nastavio s osvajanjem bodova na Mugellu, Misanu i Red Bull Ringu, a na trećoj utrci šeste runde na Imoli, Kanađanin je stigao do prvog postolja, osvojivši drugo mjesto iza pobjednika Kevina Giovesija. Na trećoj utrci sedme runde na Vallelungi, Latifi ostvaruje svoju jedinu pobjedu u sezoni. Na posljednjoj rundi na Monzi, Latifi je osvojio treće mjesto u drugoj utrci, a onda još jedno drugo mjesto na posljednjoj utrci, nakon što je osam vozača diskvalificirano s utrke. S osvojenih 117 bodova, Latifi je završio na 7. mjestu u ukupnom poretku vozača.

#### Britanska Formula 3
Za momčad Carlin u Britanskoj Formuli 3, Kanađanin je nastupao 2013. Momčadski kolege su mu bili Jordan King i Jann Mardenborough, a bolid koji je vozio Dallara F312-Volkswagen. Sezona se sastojala od četiri runde, s po tri utrke na svakoj rundi. Prvenstvo je počelo 25. svibnja na Silverstoneu, gdje je Latifi tri utrke završio u bodovima. Prvo i jedino odustajanje upisao je na prvoj utrci druge runde na Spa-Francorchampsu, a na trećoj utrci je stigao do jedinog pole positiona u sezoni, no utrku je završio na četvrtom mjestu. Na trećoj utrci treće runde na Brands Hatchu, Latifi osvaja jedino postolje u sezoni, a posljednje tri utrke četvrte runde na Nürburgringu završava također u bodovima. S osvojenih 97 bodova, Kanađanin osvaja 5. mjesto u konačnom poretku vozača.

#### Europska Formula 3
Paralelno s Britanskom Formulom 3, Latifi je 2013. nastupao i u Europskoj Formuli 3. Vozio je za momčad Carlin, a momčadski kolega, osim Jordana Kinga i Janna Mardenborougha, bio mu je i Harry Tincknell. Bolid koji je Kanađanin vozio bio je Dallarin F312/001 model, pogonjen Volkswagenovim motorom. Sezona koja je počela 23. ožujka na Monzi, a završila 20. listopada na Hockenheimringu, sadržavala je čak 30 utrka, odnosno deset rundi, na kojima su se vozile po tri utrke. Prve dvije utrke na Monzi, Latifi je završio izvan bodova, dok je na trećoj odustao. Petim mjestom na prvoj utrci druge runde na Silverstoneu, osvaja prve bodove, a treću utrku na istoj stazi također završava u bodovima. Na trećoj rundi na Hockenheimringu ne uspijeva doći do bodova, koje osvaja na trećoj utrci četvrte runde na Brands Hatchu. Još jedno peto mjesto osvaja na Red Bull Ringu, a treću utrku na istoj stazi također završava u bodovima. Slijede šesta i sedma runda na Norisringu i Nürburgringu gdje Latifi ostaje bez bodova. Bodove osvaja na prve dvije runde na Zandvoortu, a posljednji plasman u bodovima ostvaruje na drugoj utrci devete runde na Vallalungi. S osvojenih 45 bodova, Kanađanin sezonu završava na 15. mjestu u konačnom poretku vozača.
Sljedeće 2014. Latifi prelazi iz Carlina u momčad Prema Powerteam, gdje su mu momčadski kolege Esteban Ocon, Antonio Fuoco i Dennis van de Laar. Bolid koji vozi je Dallara F314/003 s Mercedesovim motorom. Sezona je ovoga puta bila proširena za jednu rundu na stazi Moscow Raceway, odnosno tri utrke, te je sadržavala ukupno 11 rundi, na kojima su se vozile po tri utrke. Nova sezona započela je 19. travnja na Silverstoneu, gdje je Latifi osvojio šesto mjesto. Na drugoj utrci na istoj stazi, Kanađanin osvaja drugo mjesto iza momčadskog kolege i pobjednika Estebana Ocona. Ovo je bilo ujedno i jedino postolje za Latifija u Europskoj Formuli 3. U nastavku sezone, Latifi osvaja četvrto mjesto na trećoj utrci na Silverstoneu i šesto mjestu u drugoj utrci druge runde na Hockenheimringu. Nakon toga slijedi treća runda na stazi Pau, gdje Latifi ostaje bez bodova u sve tri utrke. Slijede runde na stazama Hungaroring, Spa-Francorchamps, Norisring, Moscow i Red Bull Ring, gdje Latifi na svakoj od tih rundi dvije od tri utrke završava u bodovima. Najbolje rezultate postiže na prvoj utrci na Norisringu i trećoj utrci na Red Bull Ringu kada osvaja dva četvrta mjesta. Bodove osvaja i na Nürburgringu, a sezonu završava još jednim četvrtim mjestom 12. listopada na stazi Imola. Posljednju rundu, još jednom na Hockenheimringu, nije vozio, jer su se isti datum održavale utrke na Jerezu u Formuli Renault 3.5 na kojima je Latifi nastupao. S osvojenih 128 bodova, Latifi je završio na 10. mjestu u ukupnom poretku vozača.

### Toyota Racing Series
Godine 2013. Latifi se natjecao u Toyota Racing Series prvenstvu za momčad Giles Motorsport. Momčadski kolege su mu bili Félix Serrallés, Bruno Bonifacio, Pipo Derani i Lucas Auer, a bolid koji je vozio bio je Tatuus TT104ZZ s Toyotinim motorom. Sezona se sastojala od pet rundi (Teretonga Park, Timaru, Taupo Park, Hampton Park, Manfeild), na kojima su se vozile po tri utrke. Započela je 12. siječnja, a završila 10. veljače. Latifi je svih 15 utrka završio u bodovima, što i nije bilo teško, s obzirom na to da su bodove osvajali prvih 20 vozača, a otprilike toliko ih je i nastupalo na utrkama, s pokojim manjim izmjenama. Latifi je najbolji rezultat ostvario na trećoj utrci druge runde na stazi Timaru, gdje je osvojio šesto mjesto. Sezonu je završio na 9. mjestu u konačnom poretku vozača, s 503 osvojena boda.

### Florida Winter Series
Latifi se 2014. natjecao u kategoriji Florida Winter Series. Bila je to prva sezona koju je organizirala Ferrarijeva vozačka akademija. Sezona se vozila od 26. siječnja do 19. veljače, a sadržavala je 12 utrka (3 na Sebringu, 3 na Palm Beachu, 6 na Homesteadu) koje su se vozile na Floridi. Nije bilo organiziranog prvenstva, već su se samo vozile utrke bez dodjele bodova i završnog plasmana vozača. Latifi je upisao četiri pobjede, dva druga mjesta i jedno treće mjesto.

### Porsche Carrera Cup
Još jedna od kategorija u kojoj se Latifi natjecao 2014. bila je Porsche Carrera Cup. Kanađanin je 7. i 8. rujna za momčad Redline Racing, odvozio dvije utrke osme runde na stazi Rockingham. Prvu utrku nije završio, dok je na drugoj utrci osvojio četvrto mjesto. S 14 osvojenih bodova, završio je na 24. mjestu u konačnom poretku vozača. Sljedeće 2015. prešao je u momčad Samsung SUHD TV Racing, gdje mu je momčadski kolega bio Michael Meadows, viceprvak iz 2014. Latifi je prve četiri utrke na Brands Hatchu i Spa-Francorchampsu završio u bodovima, a na prvoj utrci treće runde na Oulton Park, osvojio je drugo mjesto iza pobjednika Dana Cammisha. Nakon što je obje utrke četvrte runde na stazi Croft završio u bodovima, Latifi više nije nastupao u Porsche Carrera Cup prvenstvu 2015. Razlog tome bilo je nastupanje u drugom djelu sezone GP2 prvenstva 2015. Kanađanin je svoju posljednju sezonu u Porsche Carrera Cup prvenstvu završio na 11. mjestu, osvojivši 72 boda.

### Formula Renault 3.5
Latifi je debitirao u Formula Renault 3.5 prvenstvu 2014. kada je zamijenio Alfonsa Celisa Jr. na posljednjih šest utrka. U Tech 1 Racingu, momčadski kolega mu je bio Marco Sørensen, a bolid koji je vozio Dallara FR35-12 s Zytekovim motorom. Latifi prvu utrku sedme runde na Hungaroringu nije završio, a drugu utrku na istoj stazi, kao i prvu utrku na Paul Ricardu, je završio izvan osvajača bodova. Prve bodove osvojio je drugoj utrci na Paul Ricardu, a na drugoj utrci posljednje runde na Jerezu, osvojio je drugo mjesto iza pobjednika Olivera Rowlanda. S osvojenih 20 bodova, Latifi je završio na 20. mjestu u konačnom poretku vozača.
Sljedeće 2015. Kanađanin prelazi u Arden International, gdje mu je momčadski kolega Jegor Orudžev. Sezona koja se sastojala od devet rundi, započela je 25. travnja na Aragónu, a završila 18. listopada na Jerezu. Latifi je na prvoj utrci osvojio prve bodove, a najbolji plasman u sezoni je ostvario na prvoj utrci treće runde na Spa-Francorchampsu i na prvoj utrci pete runde na Red Bull Ringu, kada je osvojio četvrto mjesto. Bodove je još osvajao na obje utrke šeste i devete runde na Silverstoneu i Jerezu, te na drugoj utrci osme runde na stazi Le Mans. S osvojenih 55 bodova, Latifi je završio na 11. mjestu u konačnom poretku vozača.

## GP2 Series

### Hilmer Motorsport (2014.)
Osim u Europskoj Formuli 3, Porsche Carrera Cupu i Formuli Renault 3.5, Latifi je 2014. prvi nastup zabilježio i u GP2 seriji na posljednjoj rundi 22. i 23. studenog na stazi Yas Marina. Debitirao je za momčad Hilmer Motorsport, gdje je zamijenio Daniela Abta, koji je propustio utrke zbog nastupanja u Formuli E. Latifi je prvu utrku na Yas Marini završio na posljednjem 22. mjestu, a drugu utrku na 17. mjestu, te bez osvojenih bodova, zauzeo 32. mjesto u konačnom poretku vozača.

### MP Motorsport (2015.)
Godine 2015. Latifi se posvetio Formuli Renault 3.5 gdje je vozio punu sezonu. Iste godine od travnja do lipnja je nastupao i u Porsche Carrera Cup, da bi se u srpnju priključio GP2 seriji na stazi Hungaroring, koji je bila šesta runda u prvenstvu. Latifi je ove sezone vozio za nizozemsku momčad MP Motorsport, a momčadski kolege su mu bili Daniël de Jong i René Binder. U obje utrke na Hungaroringu, Latifi je stigao do cilja, no nije osvojio bodove. Nakon što je propustio sedmu i osmu rundu na Spa-Francorchampsu i Monzi, ponovo se vratio utrkivanju na posljednje tri runde na Sočiju, Sakhiru i Yas Marini, no bez većih uspjeha. Najbolji rezultat je ostvario na drugoj utrci na Sakhiru, kada je osvojio 11. mjesto. Bez osvojenog boda, sezonu je završio na 27. mjestu u konačnom poretku vozača.

### DAMS (2016.)
Prelaskom u francusku momčad DAMS 2016. Latifi vozi prvu punu sezonu u GP2 seriji. Momčadski kolega mu je bio Alex Lynn, a bolid koji je vozio Dallara GP2/11 s Mecachromeovim motorom. Sezona koja je počela 14. svibnja na stazi Barcelona-Catalunya, a završila 27. studenog na stazi Yas Marina, sadržavala je 11 rundi, na kojima su se vozile glavna utrka i sprint utrka. Latifi je na prvoj utrci osvojio drugo mjesto iza pobjednika Normana Nata, te sedmo mjesto na sprint utrci u Barceloni. Nakon toga uslijedila su dva odustajanja na drugoj rundi u Monaku i jedno odustajanje na glavnoj utrci u Bakuu. Nakon što je desetim mjestom na glavnoj utrci četvrte runde na Red Bull Ringu osvojio jedan bod, Latifi je na sljedećih šest rundi, odnosno dvanaest utrka na Silverstoneu, Hungaroringu, Hockenheimringu, Spa-Francorchampsu, Monzi i Sepangu, ostao bez bodova. Posljednje bodove osvojio je devetim mjestom na glavnoj utrci posljednje runde na stazi Yas Marina. Latifi je u konačnici osvojio 16. mjesto u poretku vozača s 23 osvojena boda, dok je njegov momčadski kolega Alex Lynn završio na šestom mjestu, ostvarivši tri pobjede i osvojivši 124 boda.

## Formula 2

### DAMS (2017. − 2019.)

#### 2017.
Sljedeće 2017. GP2 serija mijenja naziv u Formula 2, a Latifi naredne tri sezone vozi za DAMS. Te godine ostvaruje i prvu pobjedu na sprint utrci na Silverstoneu. S još osam postolja osvaja ukupno 178 bodova i peto mjesto u konačnom poretku. 

#### 2018.
Na kraju sezone, njegov momčadski kolega Oliver Rowland se povlači iz Formule 2, a 2018. u DAMS stiže Alexander Albon. Sezona za Latifija je lošija nego prethodna. S jednom pobjedom na Spa-Francorchampsu u još dva postolja osvaja 91 bod i 9. mjesto u ukupnom poretku, dok Albon osvaja 212 bodova i 3. mjesto u konačnici. 

#### 2019.
Nakon što je Albon na kraju sezone otišao u Formulu 1 u DAMS je stigao brazilac Sérgio Sette Câmara. U 2019. Latifi je ostvario četiri pobjede i s 219 bodova završio na drugom mjestu. Prva pobjeda stigla je već na prvoj utrci u Bahreinu, a ostale u kaotičnoj sprint utrci u Azerbajdžanu, glavnoj utrci u Španjolskoj, te posljednja na prvoj utrci u Mađarskoj.

## Formula 1
Latifi je već 2016. i 2017. bio Renaultov test vozač u Formuli 1, ali mu momčad nije dala prilike da nastupa na slobodnim treninzima u petak za vrijeme Grand Prix vikenda. Tu priliku je dobio tek na prvom treningu u petak za VN Kanade 2018. kada je već bio test vozač momčadi Force India. Do kraja te sezone još je četiri puta nastupao na prvom slobodnom treningu za momčad Force India, odnosno Racing Point kako se momčad zvala od kolovoza te godine. Sljedeće 2019. postaje Williamsov test vozač. Nastupa na šest slobodnih treninga u petak, a nakon što je Robert Kubica najavio odlazak iz momčadi na kraju sezone, Latifi dobiva mjesto u Williamsu za sljedeću 2020.

## Rezultati
| Sezona | Serija                                | Momčad                           | Utrke      | Pobjede    | Najbolja startna pozicija | Najbrži krug | Postolja   | Bodovi     | Plasman    |
| ------ | ------------------------------------- | -------------------------------- | ---------- | ---------- | ------------------------- | ------------ | ---------- | ---------- | ---------- |
| 2012.  | Italian Formula 3 Championship        | BVM                              | 24         | 1          | 0                         | 2            | 4          | 117        | 7.         |
| 2012.  | Continental Tire Sports Car Challenge | Rehagen Racing                   | 1          | 0          | 0                         | 0            | 0          | 2          | 84.        |
| 2013.  | FIA Formula 3 European Championship   | Carlin Motorsport                | 30         | 0          | 0                         | 0            | 0          | 45         | 15.        |
| 2013.  | British Formula 3 Championship        | Carlin Motorsport                | 11         | 0          | 2                         | 1            | 1          | 97         | 5.         |
| 2013.  | Masters of Formula 3                  | Carlin Motorsport                | 1          | 0          | 0                         | 0            | 0          | 0          | 7.         |
| 2013.  | Toyota Racing Series                  | Giles Motorsport                 | 15         | 0          | 0                         | 0            | 0          | 503        | 9.         |
| 2014.  | FIA Formula 3 European Championship   | Prema Powerteam                  | 30         | 0          | 0                         | 0            | 1          | 128        | 10.        |
| 2014.  | Porsche Carrera Cup GB                | Redline Racing                   | 2          | 0          | 0                         | 0            | 0          | 14         | 23.        |
| 2014.  | Formula Renault 3.5 Series            | Tech 1 Racing                    | 6          | 0          | 0                         | 0            | 1          | 20         | 20.        |
| 2014.  | GP2 Series                            | Hilmer Motorsport                | 2          | 0          | 0                         | 0            | 0          | 0          | 32.        |
| 2015.  | Formula Renault 3.5 Series            | Arden Motorsport                 | 17         | 0          | 0                         | 1            | 0          | 55         | 11.        |
| 2015.  | Porsche Carrera Cup GB                | Samsung SUHD TV Racing           | 8          | 0          | 0                         | 0            | 1          | 72         | 11.        |
| 2015.  | GP2 Series                            | MP Motorsport                    | 8          | 0          | 0                         | 0            | 0          | 0          | 27.        |
| 2016.  | GP2 Series                            | DAMS                             | 22         | 0          | 0                         | 0            | 1          | 23         | 16.        |
| 2016.  | Formula 1                             | Renault Sport F1 Team            | Test vozač | Test vozač | Test vozač                | Test vozač   | Test vozač | Test vozač | Test vozač |
| 2017.  | Formula 2                             | DAMS                             | 21         | 1          | 0                         | 4            | 9          | 178        | 5.         |
| 2017.  | Formula 1                             | Renault Sport F1 Team            | Test vozač | Test vozač | Test vozač                | Test vozač   | Test vozač | Test vozač | Test vozač |
| 2018.  | Formula 2                             | DAMS                             | 24         | 1          | 0                         | 2            | 3          | 91         | 9.         |
| 2018.  | Formula 1                             | Sahara Force India F1 Team       | Test vozač | Test vozač | Test vozač                | Test vozač   | Test vozač | Test vozač | Test vozač |
| 2018.  | Formula 1                             | Racing Point Force India F1 Team | Test vozač | Test vozač | Test vozač                | Test vozač   | Test vozač | Test vozač | Test vozač |
| 2019.  | Formula 2                             | DAMS                             | 22         | 4          | 0                         | 4            | 8          | 214        | 2.         |
| 2019.  | Formula 1                             | ROKiT Williams Racing            | Test vozač | Test vozač | Test vozač                | Test vozač   | Test vozač | Test vozač | Test vozač |
| 2020.  | Formula 1                             | Williams F1                      | 17         | 0          | 0                         | 0            | 0          | 0          | 21.        |
| 2021.  | Formula 1                             | Williams F1                      | 22         | 0          | 0                         | 0            | 0          | 7          | 17.        |
| 2022.  | Formula 1                             | Williams F1                      | 13         | 0          | 0                         | 0            | 0          | 0*         | 20.*       |

* U tijeku.

## Vanjske poveznice
- Nicholas Latifi - Driver DataBase
- Nicholas Latifi - Stats F1